# Tourisme autochtone
Le tourisme autochtone, également désigné comme tourisme indigène ou tourisme communautaire, est une forme de tourisme participatif mobilisant les populations du territoire dans la valorisation de leur culture locale auprès de touristes.  

## Définitions
Le tourisme autochtone (en anglais : indigenous tourism) est défini comme « une activité dans laquelle les peuples autochtones sont directement impliqués, qu’ils contrôlent en partie ou en totalité et dont leur culture est l’attraction principale ». Le tourisme autochtone fait référence aux populations dont la présence sur le territoire était antérieure à la création d'États et de frontières (notamment les Premières Nations en Amérique du Nord). Le terme tourisme communautaire est parfois préféré car il inclut les communautés locales d'accueil, plus largement. Le tourisme communautaire est en effet défini comme un tourisme qui repose sur « l’engagement des populations locales des pays en développement dans la planification, l’organisation et la rétribution des bénéfices ». Ces formes de tourismes alternatifs au tourisme de masse s'inscrivent dans la dynamique du tourisme responsable et du tourisme durable.

## Activités
Le tourisme autochtone propose des produits touristiques aux visiteurs, notamment orientés autour des héritages et pratiques culturels et de l'environnement. Il propose en particulier des activités de type « aventure », « observation », « pleine nature » et « séjours ethnoculturels ». Le gouvernement chilien, dans son guide méthodologique, précise que le tourisme autochtone est en relation directe avec le patrimoine culturel et le patrimoine naturel présent dans les communautés et espaces à caractère ancestral et se caractérise par la valorisation des traditions et coutumes. L'activité touristique dans ce cadre permet, dans une certaine mesure, de prolonger et de préserver des traditions et pratiques culturelles en péril, qui pourraient s'éteindre sans elle. Elle a une dimension de transmission et de lien intergénérationnel dans les communautés d'accueil. 

## Modèle économique
Le modèle économique du tourisme autochtone est basé sur la volonté de retombées économiques et sociales positives pour les communautés locales et pour le territoire. L'activité touristique, conçue avec les communautés, lui bénéficie. Il s'inscrit dans l'économie sociale et solidaire et dans le développement durable. Il est en effet basé sur une économie collaborative et des systèmes de solidarités articulées les unes aux autres et s'appuie sur la diversité des héritages et l'implication des populations.  

## Développement du secteur
Le secteur du tourisme autochtone a connu un développement important ces dernières années, notamment au Canada. En 1999, selon Garry Marchant dans le courrier de l'Unesco, plus de mille entreprises touristiques étaient détenues par des autochtones. Le gouvernement a ainsi annoncé en 2019 que ce secteur était l'un des piliers du développement du tourisme au Canada, avec en particulier la prise de position de Mélanie Joly, ministre du tourisme. D'après l'étude sur le tourisme autochtone réalisé par le cabinet d'étude KPMG sur mandat du gouvernement canadien : "
« Sur le plan mondial, le tourisme autochtone a gagné en popularité au cours des dernières années. Cette popularité auprès des touristes découle en partie du désir de conquérir de nouvelles destinations « vierges » et de partager l’héritage culturel et naturel de certaines régions ». 
Depuis plus d'une décennie, le tourisme autochtone intéresse la recherche scientifique, notamment dans le cadre de recherche-action[Quoi ?] participatives. La revue spécialisée Teoros y a consacré des dossiers thématiques, en 2010 et en 2019. Le concept de tourisme autochtone s'élargit également à d'autres territoires au delà de l'Amérique du Nord, notamment sur le continent africain et sud américain, ou encore en Australie.